# Baldingen
Baldingen là một đô thị ở huyện Zurzach, bang Aargau, Thụy Sĩ.

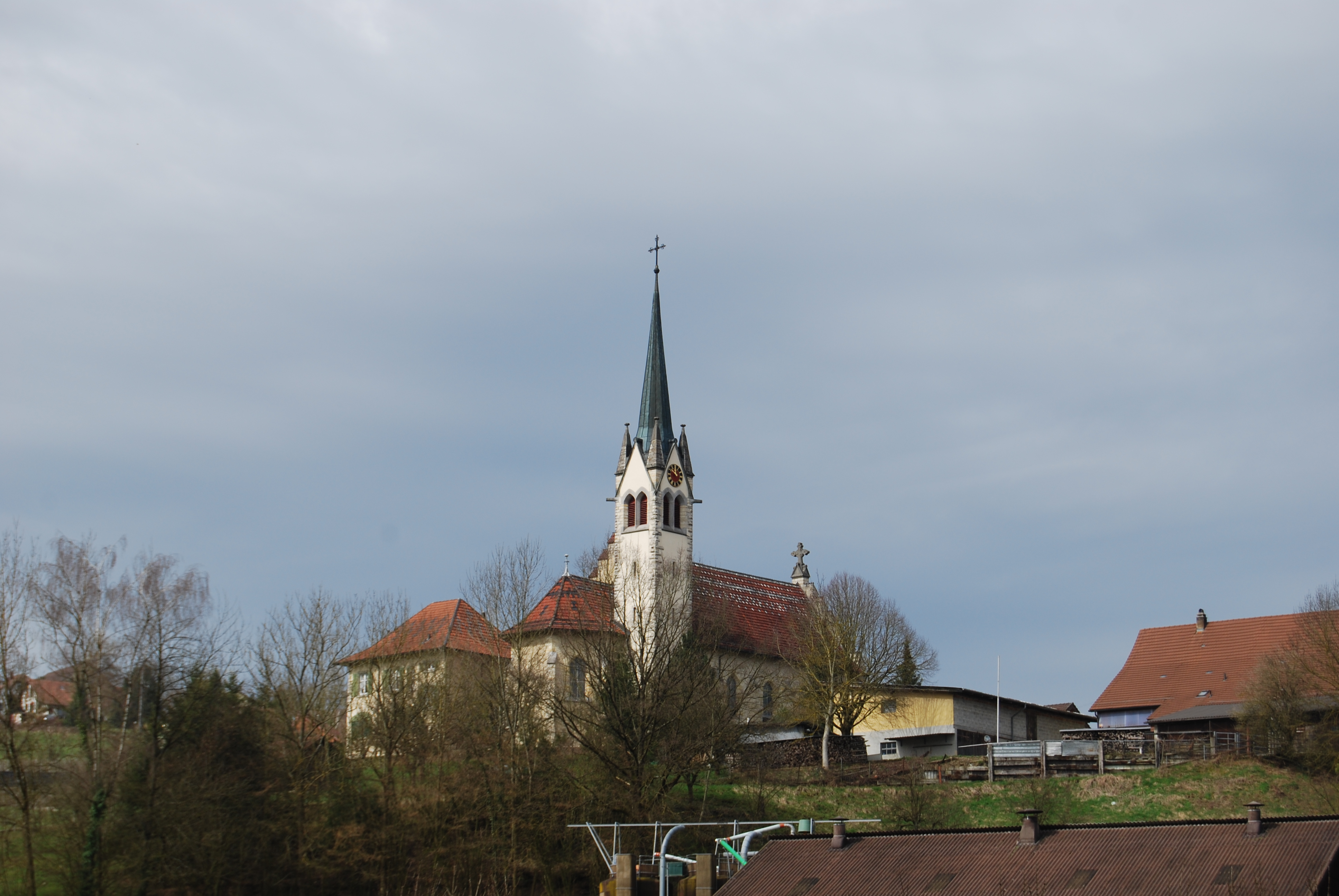
Baldingen